# Oroligheterna i Burundi 2015

Burundis placering i Afrika

Oroligheter i Burundi 2015 uppstod sedan den sittande presidenten Pierre Nkurunziza (CNDD-FDD) den 25 april 2015 accepterat nomineringen som kandidat till en tredje mandatperiod i presidentvalet, vilket av oppositionen och katolska kyrkan ansågs gå emot konstitutionen och Arusha Agreement. Oroligheterna hade pågått sedan dess. Burundis regering gick den 18 juni 2015 i princip med på att acceptera militära observatörer från Afrikanska unionen, som övervakade valet. Vissa menar att den sittande presidenten Nkurunziza vill få konflikten att framstå som etnisk, medan oppositionen anser att den är rent politisk då det var både Hutu och Tutsi som demonstrerade mot hans kandidatur. Det har under oroligheterna rapporterats från flera håll om etnisk förföljelse, grov tortyr och gruppvåldtäkter i landet. Under februari 2016 kom även rapporter om matbrist. Situationen i landet har lugnat ner sig betydligt sedan oroligheterna utbröt; dock avråder fortfarande Utrikesdepartementet (april 2017) från resor till landet.

## Bakgrund
Åren 1993–2005 pågick ett inbördeskrig i Burundi; en väpnad konflikt som var ett resultat av motsättningarna mellan Hutu och Tutsi. Konflikten började efter de första flerpartivalen sedan självständigheten 1962, och anses formellt ha upphört i samband med att Pierre Nkurunziza blev president i augusti 2005. Omkring 300 000 personer dödades under kriget. Efter detta hade många känt rädsla att den etniska konflikten skulle blossa upp igen och över 100 000 personer hade flytt landet.
En annan bidragande orsak till oroligheterna är att Burundi är ett av världens fattigaste länder, något som den dåvarande president Nkurunziza misslyckats med att göra något åt.

## Inledande händelseförlopp

### Inledande oroligheter
Efter att Nkurunziza tillkännagivit sin kandidatur och oroligheterna uppstod började många oppositionella att fly landet, främst tutsi men även hutu. Många flydde till Rwanda dit hundratals flyktingar kom varje dag till flyktingläger. Ett flertal dödsfall inträffad redan de första dagarna efter att oroligheterna börjat. Radio, telekommunikation och tillgång till sociala medier (Facebook, Twitter, och Whatsapp) stängdes ned. Oppositionella greps och alla former av manifestationer förbjöds, förutom de som stödde regeringspartiet. USA fördömde presidentens kandidatur och varnade för att landet förlorar en historisk möjlighet att stärka sin demokrati.

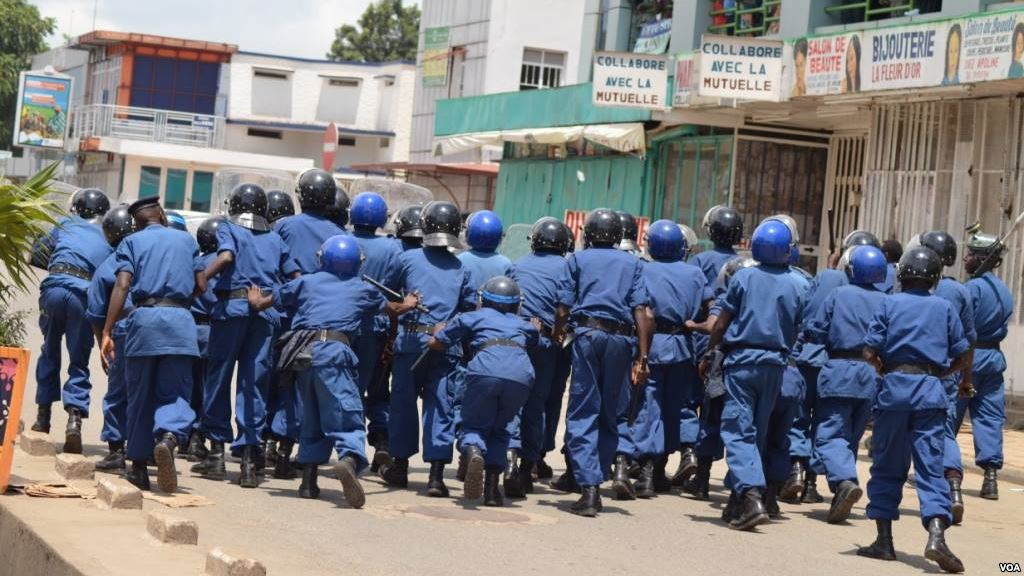
Poliser i sammandrabbning med demonstranter, april 2015.

Den 30 april stängdes ett universitet i Bujumbura efter att studenter där protesterat mot presidenten. Hundratals av dem tillbringade sedan natten utanför USA:s ambassad för att visa sitt missnöje. Den 30 april meddelade även FN:s flyktingkommissariat (UNHCR) att 21 000 personer flytt från Burundi till grannlandet Rwanda de senaste veckorna. Många har även åkt till säkrare platser inom landet och lämnat huvudstaden, där stora demonstrationer har genomförts med kravet att den sittande presidenten skulle dra tillbaka sin kandidatur. Hundratals av dessa demonstranter arresterades.
Kenyas utrikesminister Karanja Kibicho besökte Bujumbura den 1 maj, och i samband med detta sa han att han hoppades att valet skulle gå fredligt och korrekt till samt också att Kenya inte tänkte ingripa på något sätt. Samma kväll (den 1 maj) dog två polismän och en civilist, av två separata granatattacker. Därutöver skadades att tiotal. Antalet som flytt till grannländerna Rwanda, Tanzania och Demokratiska Republiken Kongo var då uppe i 26 000 personer. Efter detta manade organisatörerna av demonstrationerna till två dagars paus av dessa, som då pågått i sex dagar. Efter detta  meddelade landets försvarsminister, general Pontien Gaciyubwenge, att armén ställde sig neutral i den pågående konflikten mellan oppositionella och presidentens anhängare. Regeringen däremot anklagade oppositionen för att skydda terrorister och deklarerade att demonstranter efter detta skulle betraktas som brottslingar och statens fiender.
Den 4 maj protesterade tusentals människor på Bujumburas gator. Polisingripanden mot dessa ledde till att tre människor dog och 45 skadades, enligt Röda Korset. Samma dag uttryckte USA:s utrikesminister John Kerry att han var djupt oroad över att den sittande presidenten gick emot konstitutionen och ställde upp i ett tredje presidentval. Vice huvuddomaren av högsta domstolen, Sylvere Nimpagaritse, medgav sedan han flytt landet, att högsta domstolen varit under ett enormt tryck av icke namngivna personer i Burundis högsta ledning. De har bland annat mottagit dödshot för att de skulle godkänna Nkurunzizas omkandidatur, trots att de ansåg den vara okonstitutionell.
Den 6 maj gick en av oppositionsledarna, Agathon Rwasa, ut och krävde att valet skulle senareläggas. Samma dag meddelade Tanzanias utrikesminister att stats- och regeringscheferna i Östafrika skulle samlas den 13 maj i Tanzanias huvudstad Dar es-Salaam för att diskutera krisen i Burundi. Presidenten själv uttalade sig att enda lösningen på krisen var att folket i Burundi skulle lita på honom och välja honom till president ytterligare en gång. Han menade också att hans första ämbetsperiod inte valdes i demokratiska val, utan att han utsågs till president av lagstiftare och denna period inte borde räknas. På så vis ansåg han nu att han bara ställde upp i sitt andra val och inte bröt mot konstitutionen. Dock sa presidenten också att om han valdes till en tredje mandatperiod, att det skulle bli hans sista. Antalet personer som flytt landet var då uppe i nästan 40 000. Den 6 maj hölls även demonstrationer i Stockholm mot oroligheterna i Burundi.
På kvällen den 8 maj tilltog sammandrabbningarna i huvudstaden, sedan den sittande presidenten formellt registrerat sin kandidatur. Sammanlagt hade då 19 personer dött och mer än 50 000 flytt landet. Den 11 maj avslog presidenten en vädjan från USA och EU att skjuta upp valet till ett senare tillfälle. Den 12 maj dog återigen ett flertal personer efter skottlossning och granatkastning. Dock hade våldet dittills i princip bara förekommit i huvudstaden med omnejd.

### Toppmöte i Dar es-Salaam
Den 13 maj hölls det utannonserade toppmötet i Dar es-Salaam, med bland andra Pierre Nkurunziza och Tanzanias president Jakaya Mrisho Kikwete.

## Försök till statskupp

### Kuppförsök
Samma dag som presidenten var på toppmötet i Dar es-Salaam (den 13 maj), gjordes ett kuppförsök mot honom i Bujumbura. I samband med detta sköt polis mot militär och demonstranter och minst två människor miste livet. Polisen stormade även ett sjukhus som vårdade tre personer från kuppmakarna som skadats och sköt dem på sjukhuset, varav en av dem skadades så illa att han omkom. Tusentals människor firade kuppförsöket i huvudstaden, och generalen Godefroid Niyombare hävdade att det nu var han som var landets president. Generalen stängde Bujumburas flygplats, för att förhindra att Nkurunziza återvände till landet. Skottlossningen fortsatte tidigt på morgonen den 14 maj. Lojalister till Nkurunziza som ansåg att kuppförsöket stoppats höll fortfarande kontrollen över presidentpalatset. Striderna mellan soldater lojala till Nkurunziza och soldater lojala till general Niyombare intensifierades under dagen och åtminstone fem soldater miste livet. Nkurunziza lyckades återvända till landet samma dag och på morgonen den 15 maj stod det klart att kuppförsöket misslyckats. Flera av ledarna för kuppförsöket arresterades. Dock ej ännu ledaren general Niyombare, även om han uttryckt till media att han skulle ge upp och hoppades att han inte skulle dödas. Antalet personer som flytt landet var då enligt FN fler än 105 000.

### Efterspel till kuppförsöket
Den 15 maj återvände president Nkurunziza till presidentpalatset och kuppmakarna erkände sig besegrade. Nkurunziza höll ett radiosänt tal där han sa att det nu var fred i landet, och han gav också löftet att de kuppmakare som gav upp frivilligt skulle förlåtas. Afrikachefen för Internationella krisgruppen (IGC), Thierry Vircoulon, ansåg dock inte att faran är över i Burundi och att det i var omöjligt att hålla de planerade valen. Den 17 maj gjorde presidenten sitt första officiella framträdande sedan kuppförsöket. Han nämnde då inte alls kuppförsöket; istället varnade han för hotet från den militanta gruppen Al-Shabab, på grund av närvaron av burundiska soldater i Somalia. En talesman för islamistgruppen uttalade sig att det var häpnadsväckande, och detta bara var ett sätt att ta fokus ifrån de verkliga problemen i landet. Den 18 maj avskedade presidenten försvars- och utrikesministrarna, för att stävja protesterna i huvudstaden.
Den 8 juni uttryckte en advokat som företrädde två av de ledande kuppmakarna att tonen mot dem har skärpts i fängelset sedan ett rykte om ett flyktförsök spridit sig. De mest tongivande som satt frihetsberövade var generalmajor Cyrille Ndayirukiye (före detta försvarsminister), general Prime Ngowenubusa, major Renovat Nduwayo och major Etienne Ntahomvuyike, vilka satt isolerade. Dock var ledaren för kuppförsöket, Godefroid Niyombare, vid denna tidpunkt fortfarande på fri fot.

## Fortsatta oroligheter efter kuppförsöket
I samband med demonstrationer den 20 maj sköts en soldat till döds av en polisman, i samband med att polisen sköt mot demonstranter. Enligt vittnen var det hela en olycka, men relationen mellan polis och militär hade varit ansträngd en tid då militären beskyllts för att ge sitt passiva stöd till demonstranterna. Den 21 maj dog ytterligare två personer vid sammandrabbningar i huvudstaden. Den 23 maj sköts ledaren för ett av de mindre oppositionspartierna (Union for Peace and Development (UPD)), Zedi Feruzi, till döds tillsammans med en polisman som agerade livvakt åt honom, utanför sitt hem i Bujumbura's Ngagara District. Den 29 maj skakades Bujumbura av två kraftiga explosioner, dock utan att några människor kom till skada.

### Nytt toppmöte i Dar es-Salaam
Den 31 maj höll ledarna för regionen ytterligare ett toppmöte i Dar es-Salaam, för att diskutera situationen i Burundi. Burundis president Pierre Nkurunziza meddelade i förväg att han inte skulle komma att närvara vid mötet, utan istället sända sin utrikesminister, eftersom han utsattes för en statskupp förra gången han lämnade landet. Förutom ministrar från Östafrikanska gemenskapen, deltog Sydafrikas president Jacob Zuma. Efter mötet uppmanade de Burundis styre att skjuta upp valet till ett senare tillfälle, åtminstone en månad senare.

### Nya demonstrationer
Efter det andra toppmötet, den 2 juni, fylldes gatorna med demonstranter. Polisen svarade med skottlossning och tårgas. Den 5 juni dödades återigen en demonstrant av polis. Den 18 juni skadades tre personer av en granatexplosion, och den 19 juni skadades 11 polismän vid granatattacker. Den 21 juni dödades återigen fyra personer vid en granatattack mot en bar i Ngozi. Den 25 juni upptäcktes det att vice-president Gervais Rufyikiri flytt landet, sedan han känt sig hotad.

### Eldstrider nära gränsen mot Rwanda
Den 11 juli bröt eldstrider ut 140 km norr om Bujumbura (nära Rugazi), nära gränsen mot Rwanda. Sammandrabbningarna var mellan presidentens män och de rebeller som låg bakom kuppförsöket i maj. Åtminstone 12 personer omkom i dessa strider.

## Valet
Natten mot valdagen den 21 juli blev orolig, med skottlossning, granatexplosioner och ytterligare två döda. Dock gick valdagen lugnt till väga. Vallokalerna öppnade kl 06:00 lokal tid och president Nkurunziza själv cyklade till vallokalen i sin hemby Buye för att rösta. Pierre Nkurunziza vann valet, men oppositionskandidaterna Jean Minani och Agathon Rwasa fördömde valresultatet och krävde nyval.

## Efter valet

### Vädjan till Barack Obama
Några dagar efter att valet hållits tillfrågade den internationella gemenskapen den amerikanske presidenten Barack Obama att försöka lösa situationen i Burundi, under ett statsbesök han då genomförde i Kenya. Obama svarade med att han inte ansåg valet tillräkneligt, och att han efterlyste samtal mellan president Nkurunziza och oppositionen.

### Fortsatta oroligheter efter valet
Den 2 augusti sköts generalen Adolphe Nshimirimana, som stod presidenten nära, till döds av okända gärningsmän. Den 3 augusti sköts den i Burundi välkände aktivisten och motståndare till president Pierre-Claver Mbonimpa. Han vårdades efter detta på sjukhus. Den 14 augusti sköts den tidigare arméchefen i Burundi, Jean Bikomagu, ihjäl utanför sitt hem i Bujumbura.
Den 8 september sköts oppositionstalesmannen Patrice Gahungu, från the Union for Peace and Development (UPD), till döds. Den 11 september utsattes arméchefen General Prime Niyongabo för ett mordförsök. Han överlevde, men sju andra personer omkom i attacken. Den 21 september sattes varuhuset T2000 i brand. Den 30 september sköts en lokal oppositionsledare i Muramvyaprovinsen, Jean Baptiste Nsengiyumva, till döds. Den 3 oktober sköts åtminstone åtta personer till döds vid skottlossning i Bujumbura. Den 14 oktober sköts en kameraman som jobbade på TV och hans familj till döds i hemmet av polis, vilka hävdade att de sökte efter kidnappare. Sammanlagt dog tio personer. Den 28 oktober utbröt eldstrider i Gitegaprovinsen mellan cirka 50 beväpnade män, säkerhetstrupper och motståndare till dessa. Åtminstone sju personer avled och 15 personer skadades. Natten mellan den 21 och 22 november omkom fem personer vid sammandrabbningar.
Tidigt på morgonen den 11 december skedde sammandrabbningar när regeringsmotståndare gick till attack mot flera militära anläggningar Bujumbura, i vad som beskrevs som de värsta stridigheterna sedan statskuppen. De första uppgifterna gjorde gällande att åtminstone 12 personer omkommit. Dagen efter kom uppgifter om att så många som minst 87 personer omkommit.

### Planerat FN-ingripande
I november bestämdes i FN:s säkerhetsråd att FN skulle gå in i landet med 20 000 man för att stävja våldet. Uppdraget lades på generalsekreteraren Ban Ki-moon att inom 15 dagar presentera en plan för hur ett FN-ingripande skulle gå till väga. FN uppmanade även Afrikanska unionen (AU) att delta, vilka svarade med att de var beredda att skicka 5 000 man i en fredsbevarande styrka. Den 21 december meddelade Burundis regering att de inte skulle komma att tolerera främmande trupper i landet, utan att de skulle behandla dem som inkräktare. Den 25 december uppmanades dock den sittande presidenten att acceptera fredsbevarande truppers närvaro av Nkosazana Dlamini-Zuma, ordföranden för AU:s kommissionen. Den 28 december inleddes ett stormöte med fyra burundiska ex-presidenter (Pierre Buyoya, Sylvestre Ntibantunganya, Domitien Ndayizeye, Jean-Baptiste Bagaza) och representanter för sittande regeringspartiet CNDD-FDD (bland annat vice ordförande Victor Burikukikiye) i Entebebe, 42 km öst om Kampala i Uganda. Den 30 december höll president Nkurunziza ett radiosänt tal, där han uttryckte att alla ska respektera Burundis gränser, Om trupper strider mot detta kommer de ha attackerat Burundi, och varje burundier måste stå upp för att bekämpa dem.

## Flyktingström till grannländer
Sedan oroligheterna bröt ut har många flytt Bujumbura, som oroligheterna i princip är koncentrerade kring. Många har flytt huvudstaden och ut på landsbygden, men över 230 000 personer har flytt landet sedan oroligheterna bröt ut. De länder som flyktingar flytt till är Tanzania, Rwanda, Uganda och Demokratiska Republiken Kongo. Den 12 februari 2016 meddelades att Rwandas regering omgående skulle börja jobba med partner för att omplacera delar av de vid tidpunkten 75 000 burundiska flyktingar till tredje land. Det var ännu oklart vilka länder det kunde komma att röra  sig om.

### Koleraepidemi
Omkring 50 000 av dem som flytt landet befann sig i flyktingläger i byn Kagunga, längs Tanganyikasjöns kust i Tanzania. I detta flyktingläger bröt en koleraepidemi ut under maj månad, där omkring 3000 personer insjuknade och 31 personer dog.

## 2016

### Fortsatta oroligheter
Den 22 mars 2016 sköts två högt uppsatta militärer till döds i Bujumbura under avrättningsliknande förhållanden. Den 11 april dödades minst fem personer och ytterligare minst sju personer skadades, sedan tre oidentifierade gärningsmän öppnat eld på en marknad i Ruyigi-regionen. Den 28 april sköts fem personer ihjäl på en bar i Bujumbura, sedan fyra beväpnade män öppnat eld.
Den 13 juli sköts den före detta ministern och BBC journalisten Hafsa Mossi till döds i Bujumbura.

### FN-ingripande
Den 21 januari (2016) anlände diplomater från de 15 medlemsstaterna i FN:s säkerhetsråd till Burundi, för samtal med president Nkurunziza. Syftet med samtalen var bland annat att få presidenten att tillåta den 5 000 man stora truppen från Afrikanska unionen att närvara i landet. FN-besöket hade föregåtts av oroligheter, med åtminstone en dödad vid skottlossning. Mötet hölls i Gitega den 22 januari men litet blev uträttat under dryga två timmar det höll på, enligt USA:s ambassadör Samantha Power. President Nkurunziza bedyrade att Jag är här för att garantera att det aldrig mer kommer att bli ytterligare ett folkmord i Burundi.
Den 29 och 30 januari möttes Afrikanska unionens freds- och säkerhetsråd i Etiopiens huvudstad Addis Abeba, där även Ban Ki-moon närvarade. Efter omröstning beslutades det dock att Afrikanska unionen inte skulle skicka några trupper utan godkännande av Burundis regering.
Den 23 februari träffades president Nkurunziza och Ban Ki-moon i Bujumbura för att försöka lösa den akuta krisen i landet. I samband med detta utlovade presidenten att öppna för en dialog med oppositionen.
I början av april röstade FN:s säkerhetsråd enhälligt för att placera en polisstyrka i Burundi för att dämpa våldet, något som Burundis regering accepterade.

### Avskaffande av tidsbegränsning av presidentposten
Under år 2015 bildade regeringen en kommission för att rådfråga allmänheten om idéer för politiska reformer. Den 24 augusti 2016 sa kommissionens ordförande, Justin Nzoyisaba, att kommissionens slutsatser var positiva till att ta bort presidentperiodgränser: "Folk vill avskaffa periodgränser, vilket betyder att presidenten kan sitta vid makten obegränsad tid".

### Utträde ur internationella brottmålsdomstolen (ICC)
I oktober tillkännagav Burundi planer på att lämna Internationella brottmålsdomstolen (ICC) sedan FN börjat utreda misstänkta brott mot mänskliga rättigheter i landet. Den 11 oktober röstade parlamentet igenom beslutet (med 94 av 110 röster) att lämna ICC. Burundis utträde ur ICC blir inte omedelbart. Observatörer menar att ett land som vill dra sig ur ICC måste skriva till FN:s generalsekreterare om sin avsikt, och utträdet träder i kraft ett år efter brevet tas emot.